# Percepcija
Percepcija ili opažanje jest proces kojim mozak organizira podatke dospjele iz raznih osjetila i tumači ih tvoreći smislenu cjelinu. Ona, na primjer, omogućava da se razne mrlje boja vide kao određeni predmet, da se mnoštvo zvukova čuje kao govor, spoj slatkoga, kiseloga i ostalih okusa okusi kao određeno jelo itd. 
Percepcija je aktivnost organizma, proces organiziranja, integriranja, i tumačenja osjetilnih informacija koji omogućuje upoznavanje i prepoznavanje značenja predmeta, pojava i događaja u čovjekovoj okolini. Ona je svojevrstan „subjektivni odraz objektivne stvarnosti”.

## Organizacija
Osnova stvaranja predodžbi jest organizacija podataka iz osjetilâ. Te procese proučava grana psihologije zvana geštaltizam.

### Grupiranje
Mozak često mnoštvo objekata dijeli u grupe, i to po raznim načelima. Najpoznatija su načela bliskosti (objekti koji su bliže bit će u jednoj skupini), sličnosti (slični će objekti tvoriti jednu skupinu) i zatvaranja (mozak će automatski zatvoriti „rupe” kako bi opažao poznati oblik).
- Načelo bliskosti
- Načelo sličnosti
- Načelo zatvaranja

### Odvajanje figure od pozadine
U svakodnevnom je životu vrlo važno razlikovati figuru od pozadine, odnosno znati što je objekt koji gledamo, a što je njegova okolina. Sa strane je prikazana slika kod koje je to nemoguće razlikovati: moguće je vidjeti bijelu vazu na crnoj podlozi ili dva crna lica iz profila na bijeloj pozadini. No, gotovo je nemoguće vidjeti oboje istovremeno (dva lica između kojih je vaza). Treba napomenuti da je isti mehanizam vrlo čest kod auditornih podražaja, odnosno kad moramo razlikovati govor od okolne buke (vidi Kontinuitet prekinutog tona).

### Predodžba dubine
Postoji više znakova pomoću kojih naš mozak određuje udaljenost različitih predmeta.

#### Binokularni znakovi
Binokularni su znakovi oni koji u svojoj osnovi imaju činjenicu da posjedujemo dva oka.
Osnova trodimenzionalnog vida jest različitost slikâ na mrežnici (vidi stereoskopija). Zbog različitog položaja naših očiju, svako oko gleda svijet iz drugog kuta, pa se na mrežnicama stvaraju dvije različite slike. Mozak iz tih podataka "shvati" koji su objekti bliže a koji dalje, pa mi percipiramo svijet trodimezionalno.
Osim različitosti slika na mrežnici, mozak za percipiranje dubine koristi i konvergenciju očiju. Kad gledamo u neki predmet, oba su naša oka usmjerena u istu točku. Što je predmet bliže, oči gledaju više "u križ", odnosno primaknute su bliže jedno drugome.

#### Monokularni znakovi
Monokularni su znakovi oni pomoću kojih možemo percipirati dubinu i kad zažmirimo na jedno oko.
Jedan od načina jest uspoređivanje relativne veličine raznih objekata te zaključivanje uz pomoć iskustva. Ako vidimo kuću kraj planine koja je prividno iste veličine kao i kuća, zaključit ćemo da je planina vrlo daleko, jer iz iskustva znamo da je nemoguće da planina bude tako mala, ili da kuća bude tako velika.
Ako jedan objekt prekriva drugi, znat ćemo da je on ispred, odnosno da je vrlo mala vjerojatnost da je onaj drugi objekt na neki način odrezan baš tako da kroz taj dio vidimo onaj prvi objekt. Na slici sa strane vidimo Dionu kako prekriva Reju.
Linearna perspektiva koristi prividno spajanje paralelnih pravaca u jednoj točki u daljini 
(vidi Pogrešne percepcije veličine i oblika).
Promjene vida kod kretanja promatrača. Kad se promatrač gledajući u neke udaljene statične objekte kreće, kut između njih se mijenja pa promatrač može shvatiti odnos između objekata.
Atmosferska perspektiva - vrlo udaljeni predmeti su često (ovisno o atmosferskim prilikama) zamućeni i plavkasti. Mozak to koristi kako bi lakše ustanovio udaljenost predmetâ. I tu se pretežno radi o iskustvu.

## Percepcijska stalnost
Percepcijska stalnost omogućuje predočavanje nekoga predmeta baš kao taj predmet iz kojega god kuta i iz koje god udaljenosti bio promatran (vidjeti jabuku, telefon, CD itd.). Da nema percepcijske stalnosti, jedan bi se predmet mogao opažati kao beskonačno mnogo različitih predmeta (kruženjem oko stolice uvijek nanovo bi se vidio novi predmet).

## Percepcijske varke
Percepcijske varke (iluzije) pojave su koje pogrešno poimamo pa često mogu biti zbunjujuće. Najčešće su optičke varke, koje uključuju samo pojave koje opažaju oči. Percepcijske varke uključuju sve pojave koje se pogrešno opažaju na bilo koji način: neke su percepcijske varke uzrokovane nesavršćenošću osjetila (tromost oka, primjerice), a neke radom mozga.

## Poveznice
- Osjetila: oko, vid, uho, sluh
- Stereoskopija

## Vanjske poveznice
- percepcija Hrvatska enciklopedija. LZMK
- LZMK / Proleksis enciklopedija: percepcija
- percepcija vremena Hrvatska enciklopedija. LZMK